# Empress (crackeadora de jogos)
Empress (Imperatriz) (eventualmente auto-apresentada como EMPRESS) é uma cracker de video-jogos especializada em contornar softwares de Anti-pirataria. Embora a identidade seja desconhecida, ela refere-se a si mesma como uma mulher russa. A Empress também lançou jogos crackeados sob o nome C000005.
Empress é conhecida por ser uma das unicas pessoas que consegue contornar o software de Anti-pirataria Denuvo. A sua motivação é remover o aspecto da licença de software nos jogos digitais, em um esforço para preservá-los após os desenvolvedores acabarem de suportar o jogo. Remover o gerenciamento de direitos digitais (DRM), como a Denuvo, aumenta o desempenho dos jogos, e várias pessoas suportam a Empress por este motivo.

## Carreira
Empress se interessou pela cena de quebra de DRM  (contexto das pessoas que fazem os "cracks" de jogos protegidos por sistemas antipirataria) em 2014. Seus seguidores podem participar de enquetes para selecionar qual jogo eles querem que seja o próximo, e seu trabalho é financiado por meio de doações coletivas. Empress usa o dinheiro para cobrir o custo de vida, atualizar o hardware e comprar jogos que pretende quebrar. Ela reconhece que aceitar pagamento por pirataria é contra a etiqueta da cena warez (contexto das pessoas que crackeiam e distribuem gratuitamente programas de computador).
Empress ganhou destaque após lançar uma versão crackeada de Red Dead Redemption 2. Outros jogos de alto nível crackeados pela Empress incluem Mortal Kombat 11 e Anno 1800. Em fevereiro de 2021, Empress afirmou que em breve seria presa após ser supostamente pega em flagrante trabalhando no crack de Immortals Fenyx Rising . Empress culpou FitGirl Repacks, com quem teve uma rivalidade. No entanto, naquele mês de março, Empress estava disponível para publicar uma solução alternativa para o sistema de check-in online do Battle.net. O anúncio da prisão de Empress foi recebido com ceticismo geral pela comunidade crack.
Ela lançou uma versão crackeada do Hogwarts Legacy em fevereiro de 2023.

## Controvérsias
Empress é conhecida no cenário P2P (contexto das pessoas que distribuem programas e arquivos entre si através da internet, geralmente através de clientes de torrent, em geral sem o uso de servidores centrais) pela seção de “notas pessoais” nos NFOs de seus lançamentos, muitas vezes contendo uma variedade de calúnias e outras linguagens ofensivas. O arquivo de informações fornecido com a versão crackeada do Legado de Hogwarts expressou insatisfação com o que foi descrito como o “sistema woke” de hoje. (do inglês "woke" - "acordado", levantar a bandeira de minorias sociais e grupos marginalizados) 